# Studio 54
Studio 54 es un antiguo y popular club nocturno y discoteca del sector artístico neoyorkino de Broadway, ubicado en la Calle 54 Oeste en Manhattan, Nueva York, famoso a finales de los años 70 por ser frecuentado por celebridades de alto perfil de Estados Unidos y Europa.
La discoteca fue abierta en 1927 como Gallo Opera House, y a lo largo de los años fue cambiando de actividad y de nombres, siendo también usada por la CBS para la grabación y transmisión de programas radiales, con el nombre de CBS Studio 52.
Bajo el nombre de Studio 54 el teatro convertido en discoteca abrió sus puertas el 26 de abril de 1977 y fue clausurada en febrero de 1980 por problemas legales de sus fundadores. Su apogeo coincidió con la fiebre por la música disco y con una época de libertad sexual que se vio truncada por la aparición del SIDA. Posteriormente volvió a ser un teatro del circuito de Broadway.

## Historia

### Teatro de ópera y estudio de TV
El edificio está a la vuelta de la esquina del Estudio 50 de la cadena CBS, conocido como Teatro Ed Sullivan. Fue construido con estructura de teatro y abierto con el nombre de Gallo Opera House en 1927, como sede de la compañía de ópera San Carlo, propiedad del empresario italiano Fortune Franco. Se inauguró con un montaje de la ópera La Bohème. Sin embargo, su explotación como coliseo operístico fue breve y pasó a ser local teatral y de variedades. Cambió de nombre varias veces y llegó a ofrecer cenas como restaurante con actuaciones.
En 1942, la CBS compró la propiedad y la empleó para retransmisiones de radio, hasta que la aparición de la televisión le dio nuevos usos.
Desde los años '50 hasta mitad de los años '70, el espacio había sido el estudio 52 de dicha cadena (no 53, como se ha creído en algunas ocasiones), un escenario de radio y televisión desde el que se emitieron programas como What's My Line, The Jack Benny Show, I've Got a Secret y Captain Kangaroo. La telenovela Love of Live se produjo en ese local hasta 1975.
Cuando la CBS vendió el estudio de televisión 52 y se convirtió en una discoteca, fue rebautizado con el número de la calle en la que se ubica.

### Elsitiode las estrellas

Logo de la discoteca

#### Inicios
Studio 54 fue gestionado por el empresario estadounidense Steve Rubell, un personaje llamativo, y su amigo y socio Ian Schrager, empresario de bajo perfil. Juntos habían dirigido otro local en la zona de Queens y fue Carmen D'Alessio, relacionista pública del modisto Valentino, quien les sugirió «dar el salto a Manhattan» abriendo un club para los círculos más chic de la ciudad. Ella les puso en contacto con Andy Warhol, quien acudiría a la cena preinaugural, al igual que Calvin Klein.
Carmen D'Alessio contaba con valiosos contactos entre la jet-set europea y americana, y para la inauguración del local remitió invitaciones por correo a 5000 personas elegidas de sus listas de amigos y conocidos ilustres.

#### Apertura
A la inauguración acudieron Diana Ross, Mick Jagger y su entonces esposa, Bianca, Salvador Dalí, Liza Minnelli, Halston,Donald Trump y su esposa Ivana, Debbie Harry, Brooke Shields y un largo etcétera. Varias estrellas como Warren Beatty, Cher, Woody Allen y Frank Sinatra querían disfrutar del festejo, pero no pudieron entrar; se cuenta que varios de ellos fueron rechazados por el despótico control que se ejercía en la puerta.

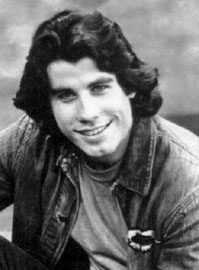
John Travolta

Una semana después de la inauguración, Studio 54 abrió de manera excepcional en lunes, para la fiesta de cumpleaños de Bianca Jagger, quien llegó montada en un caballo blanco. Acontecimientos como este apuntalaron el renombre del local entre los famosos y dieron pie a otras fiestas que reunían a público de edades y gustos dispares.

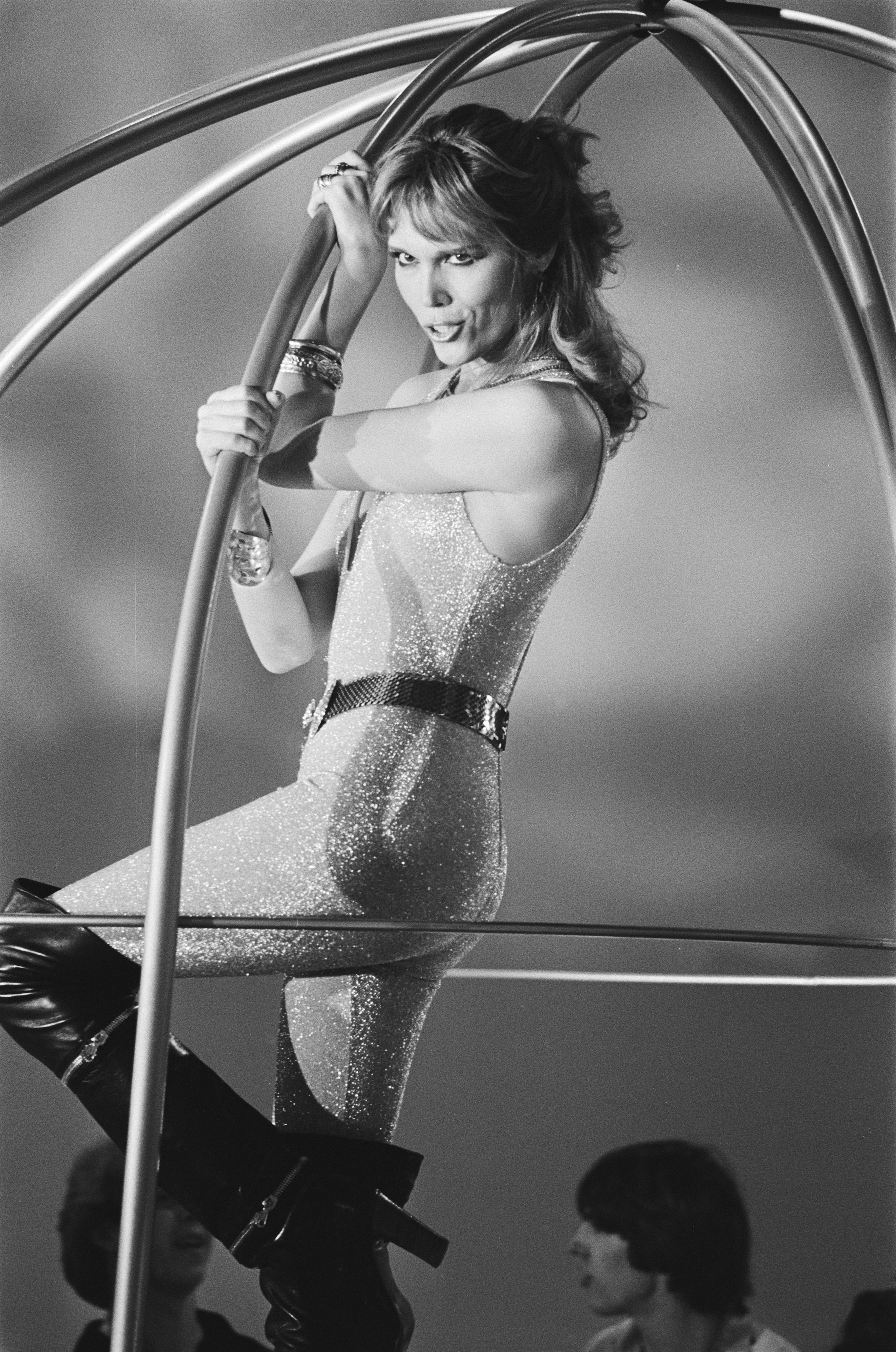
Amanda Lear

Por el local se podía ver con frecuencia al diseñador argelino Yves Saint Laurent, el artista Andy Warhol, el actor John Travolta, la modelo y cantante Grace Jones (quien cantó allí su versión de La vie en rose), la diseñadora venezolana Carolina Herrera y varios famosos músicos y actores como Alice Cooper, Farrah Fawcett, Donna Summer, David Bowie, Eartha Kitt, la modelo Gia Carangi, Al Pacino. También era frecuentado por estrellas de los 50s y 60s como Elizabeth Taylor, Zsa Zsa Gabor, Gloria Swanson y Bette Davis. En esos años, Amanda Lear grabó una canción sobre Studio 54 que ironizaba sobre varios de sus ilustres clientes.

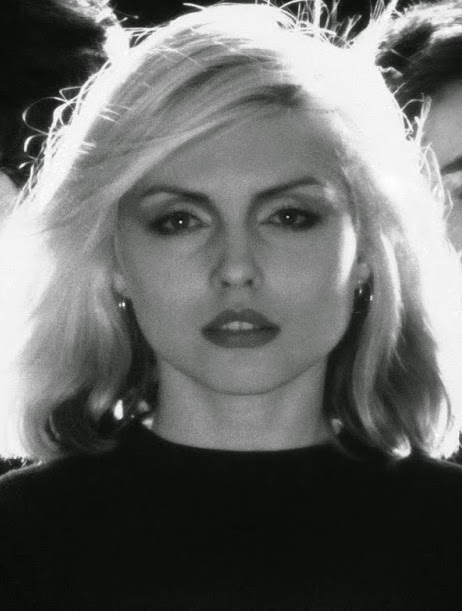
Debbie Harry

El local alcanzó tal éxito que Rubell declaró en 1979 que había ganado 7 millones de dólares en un año, añadiendo que «sólo la mafia» tenía un negocio más rentable que el suyo.

#### Estructura y sucesos
Studio, como se le llegó a llamar fue adaptado del viejo teatro que fue hasta los años 50. Los palcos se mantuvieron y llegaron a ser conocidos por los frecuentes encuentros sexuales que se daban en ellos. El uso de drogas como la cocaína y la marihuna era ilimitado en el interior del recinto. La pared de la pista de baile estaba decorada con la imagen de una Luna con cara de hombre, que inhalaba cocaína con una cuchara.
El ingreso al club era caótico, y sólo los invitados VIP podían darse el lujo de ingresar sin hacer la inmensa fila que se acostumbraba a ver a la entrada del recinto. El hedonista Rubell era conocido por seleccionar a su antojo a los clientes, eligiéndolos del gigantesco tumulto de gente que esperaba afuera, al otro lado de la cinta de seguridad del club, que era custodiado por vigilantes.
 

El hecho es confirmado por la reportera Daphins: Rubell elegía a su arbitrio a personas de buena apariencia o excéntricas (como por ejemplos drags) pero que no eran famosas y las juntaba con sus invitados de alto perfil, pues seguía la lógica de que los extremos o excesos son el camino a la perfección, o como decía: «El camino del exceso conduce al palacio de la sabiduría», citando la conocida máxima de William Blake. 

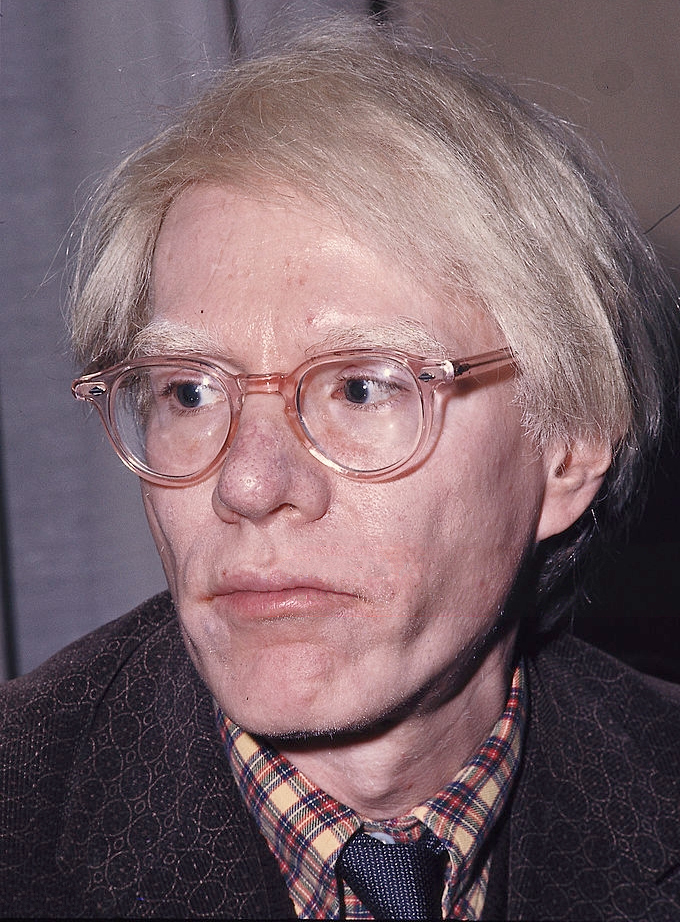
Andy Warhol

En realidad, la finalidad de tal mezcolanza de público era más carnal que espiritual: Rubell ofrecía a su clientela vip un ambiente «a tono», repleto de jóvenes aspirantes sexualmente accesibles y todo lejos de la molesta de la prensa y de los paparazzis. Pese a esto, Andy Warhol llevaba su cámara Instamatic y retrataba todo lo que le era posible. A los pocos reporteros que se les permitía ingresar se les prohibía tomar fotos y las que se tomaban no se publicaban a menos que los retratados estuvieran posando y autorizaran su publicación; esto último por la íntima relación entre los editores con los dueños del club y sus invitados.
Los excesos eran cotidianos: por ejemplo en 1979 durante una redada, la policía neoyorkina encontró bolsas con dinero y drogas ilícitas en el interior del club y en los sótanos del mismo. El hecho desencadenó la caída del club en 1980. 
La reportera Marjorie Daphins, quien logró entrar en el club en 1979 narró que en el interior del recinto estaba permitido todo tipo de excesos: Según cuenta los pocos afortunados en entrar al Studio debían pagar un cover altísimo. También era frecuente ver a meseros de cuerpos atléticos y bien parecidos, moviendose casi desnudos por entre las mesas de los invitados, y que sólo disponían de una pequeña prenda para cubrir sus genitales. De hecho era común que los meseros fueran toqueteados por los asistentes y muchos de ellos sostenían encuentros sexuales allí mismo.

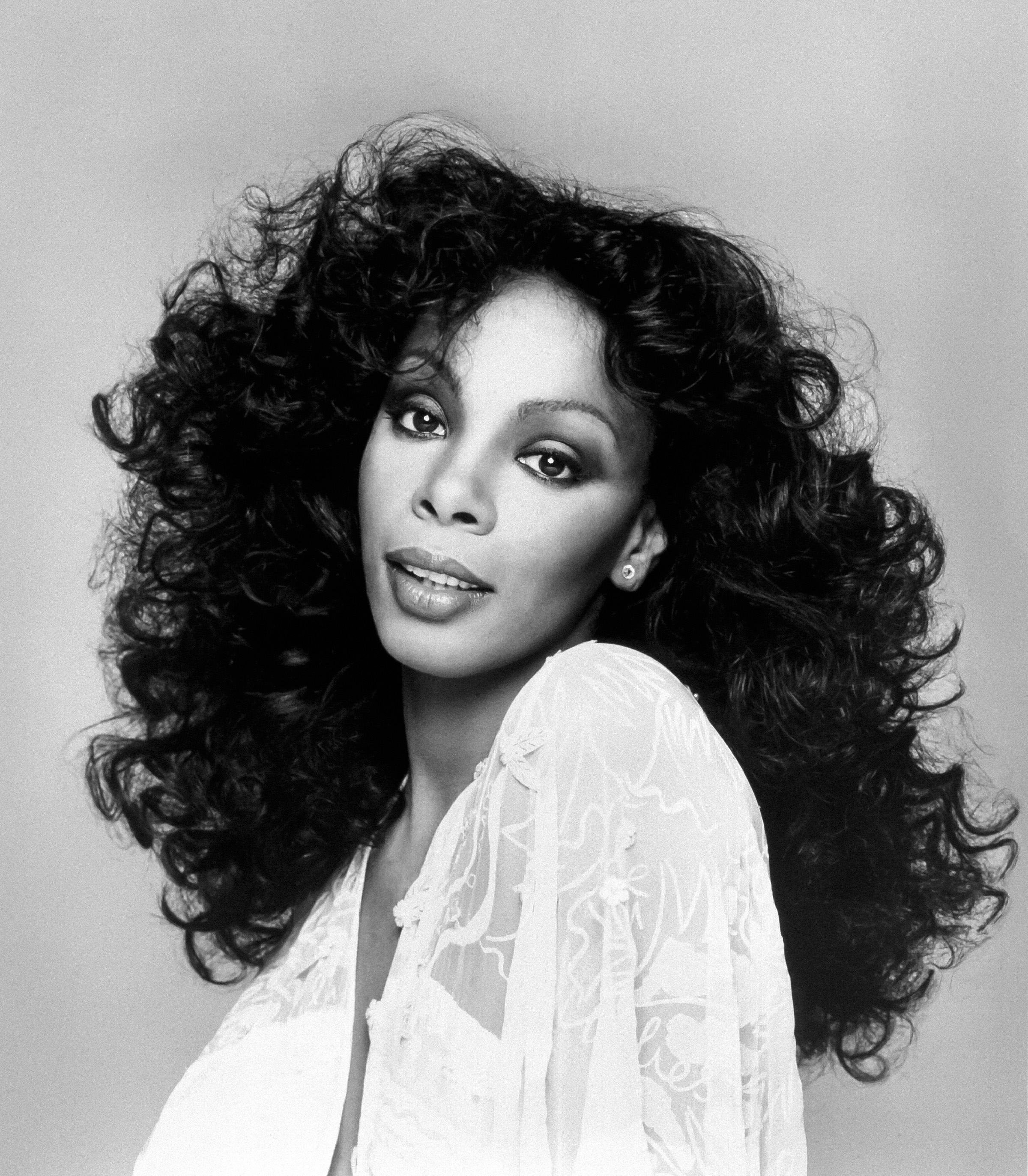
Donna Summer

Las noches entre semana eran frías y monótonas, pero el ambiente cambiaba radicalmente durante los fines de semana, cuando se ofrecían fiestas privadas de alto perfil, ya que el invitado ofrecía una fiesta temática y el recinto se adaptaba al arbitrió del anfitrión para tal fin. El club fue famoso entre muchas fiestas, incluyendo el cumpleaños 30 de la entonces esposa del cantante Mick Jagger, la actriz nicaragüense Bianca Jagger, quien asistió al evento en un hermoso caballo blanco. La fiesta se hizo el lunes 27 de abril de 1977, es decir, la noche siguiente a la inauguración de la discoteca.
Donna Summer, cliente habitual del lugar y artista frecuente, una vez solicitó que el piso de la pista de baile se cubriera con plumas, pero los asistentes alérgicos a ellas la incomodaron al punto que en un momento dejó de cantar y se abandonó el escenario después de dar un fuerte grito. Otro artista habitual era el grupo de San Francisco Village People, que actuó una noche para Latoya Jackson y Truman Capote. También llegó a actuar allí Grace Jones con la presencia del pintor español Salvador Dalí.

#### Ocaso y cierre
Poco después, Rubell y Schrager fueron detenidos por evasión de impuestos de aproximadamente $2.5 millones de dólares. Rubell respondió acusando a un alto cargo del gobierno de Jimmy Carter de haber consumido cocaína en el sótano del local. Tras la clausura del mismo en 1980, paquetes de cocaína y dinero fueron encontrados ocultos tras las paredes de la discoteca.
La fiesta de clausura de Studio 54 tuvo lugar en febrero de 1980 y fue llamada «El final de la Gomorra moderna»; acudieron a ella Diana Ross, Ryan O'Neal, Jack Nicholson, Richard Gere y Sylvester Stallone. Se cuenta que la última copa que se sirvió la bebió Stallone. Diana Ross fue quien cerró el show final de la discoteca.
En 1981, el negocio fue vendido por unos 2,2 millones de dólares a otro empresario, quien a su vez lo cedió al dueño de clubes nocturnos Mark Fleischman por el doble de dinero. Studio 54 se reabrió con invitados como Calvin Klein, Cary Grant y Gina Lollobrigida. Sin embargo, el contexto había cambiado y era menos liberal que antes. 
En el local actuaron Madonna, Duran Duran y Culture Club, poco antes de convertirse en estrellas mundiales. Entre sus clientes en esos años se contaron Boy George, Janet Jackson, Alec Baldwin, Lionel Richie, Jean-Michel Basquiat, LaToya Jackson, David Lee Roth, Tatum O'Neal, Jennifer Grey, Cyndi Lauper, y las actrices de cine pornográfico Ginger Lynn y Traci Lords. Al expirar el contrato de alquiler en 1986, el local volvió a cerrarse.

### Reapertura en 1994, cierre y nuevos usos

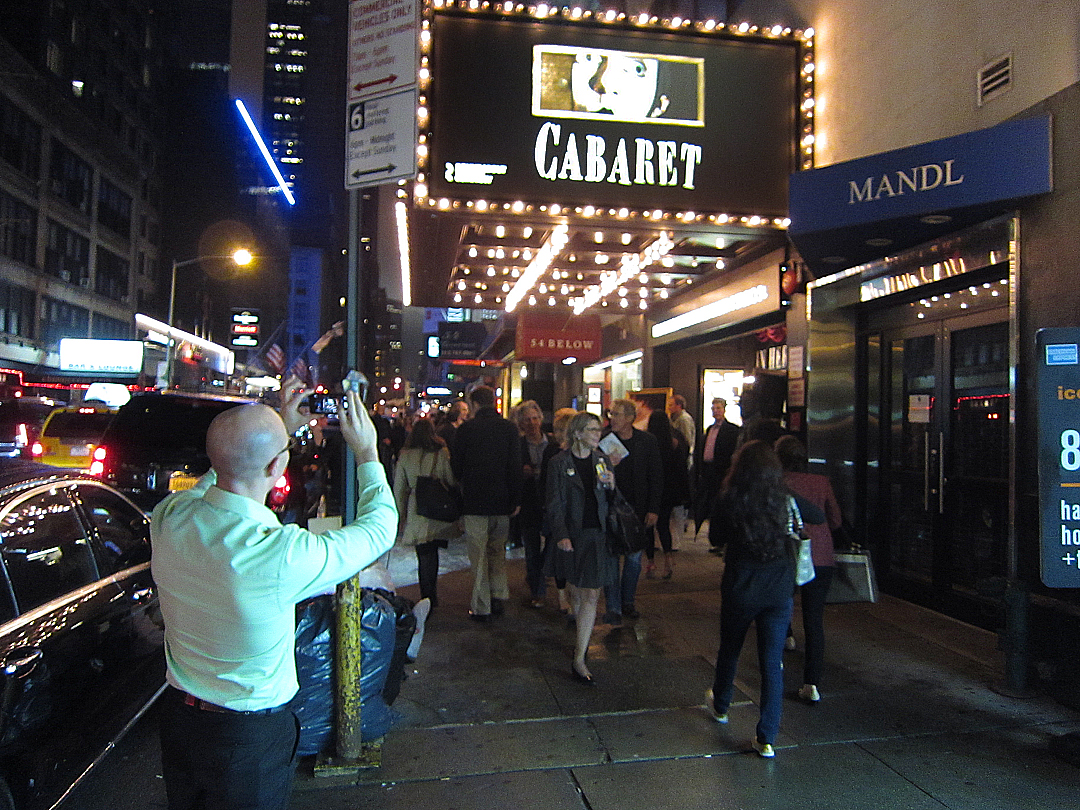
Entrada del Studio 54

Finalmente en 1994, tras convertirse en un club nudista durante algunos años, Studio 54 reabrió con mucha fanfarria y un concierto en vivo de las estrellas de la música disco Gloria Gaynor, Vicki Sue Robinson y Sister Sledge. Pero fue a la bancarrota de nuevo al año siguiente.
En 1998, el musical Cabaret se presentó en este recinto y siguió ofreciéndose en él hasta 2004. Más sorpresas le aguardaban a la antigua discoteca, que en cierta manera volvía a sus orígenes como local teatral y de variedades. Ese año, el club/teatro sirvió de escenario para dos musicales de Stephen Sondheim: Assassins y Pacific Overtures. En el 2005 Studio 54 albergó el inmortal drama de Tennessee Williams Un tranvía llamado Deseo, con John C. Reilly y Natasha Richardson. En el 2006 se presentó Threepenny Opera, de Kurt Weill, protagonizada por Alan Cumming y Edie Falco.
El club todavía es usado como discoteca en semanas en las que no hay obras teatrales, y Gloria Estefan se presentó ahí como parada de su gira. En el 2002 Paris Hilton celebró su cumpleaños número 21 en la discoteca (su madre había hecho lo mismo en 1978).

## Legado
En sus mejores días Studio 54 tuvo un papel formativo en el crecimiento de la música disco y la cultura de los clubes nocturnos en general, y fue uno de los primeros en borrar la distinción entre vida nocturna homosexual y heterosexual. 
La discoteca fue representada en el filme 54, de 1998, protagonizado por Ryan Phillippe y Mike Myers y fue parodiada en el filme de 2002 Austin Powers in Goldmember, curiosamente también protagonizada por Myers, con el nombre de Estudio 69.
También hace una fugaz aparición en el episodio de la serie Los Simpsons "Mypods and Boomsticks" (séptimo episodio de la temporada 20), específicamente en la caricatura del programa conocida como Itchy & Scratchy Show, en el cual aparece Itchy (el ratón) parodiando la vestimenta de John Travolta en Fiebre de sábado por la noche y bailando al ritmo de "I Love the Nightlife", de Alicia Bridges.
En el video musical de la canción "New York City Boy", de Pet Shop Boys, el adolescente protagonista ingresa al Studio 54 y se ve reflejado cómo era la vida ahí dentro, e incluso se hace una referencia a Bianca Jagger entrando en su caballo blanco, entre otras más.
Hoy en día, un local con el nombre Studio 54 se encuentra en Las Vegas y siempre está abierto como club nocturno. Cuenta con la familiar marquesina así como el cartel de la luna con cara de hombre y el inhalador de cocaína colgado en la pared.
En el 2018 salió un documental relacionado con el club bajo el mismo título, Studio 54, dirigido por Matt Tyrnauer.